# Euphyodesmus glaphyros
Euphyodesmus glaphyros är en mångfotingart som beskrevs av Carl Graf Attems 1899. Euphyodesmus glaphyros ingår i släktet Euphyodesmus och familjen orangeridubbelfotingar. Inga underarter finns listade i Catalogue of Life.